# Centro Estadounidense por el Derecho y la Justicia
El Centro Estadounidense por el Derecho y la Justicia (American Center for Law & Justice) fue fundada en 1990 por el evangélico Pat Robertson como una firma de abogados pública sin fines de lucro. Fue concebida como un contrapeso a la Unión Estadounidense por las Libertades Civiles, a la cual Robertson se refiere como "hostil a los valores estadounidenses tradicionales,". Ha atraído mucha atención de los medios por sus juicios, como su campaña para oponerse a los cambios a la constitución de Kenia que, según el grupo, permitiría el islamismo y sus intentos de bloquear la construcción de un centro cultural islámico cerca del antiguo emplazamiento del World Trade Center  aunque el ACLJ en el pasado se opuso a los esfuerzos para bloquear iglesias cristianas en el mismo lugar. En noviembre de 2010, el ACLJ solicitó que el Departamento de Justicia de los Estados Unidos investigue la sesión semanal de oración de la Asociación de Empleados Musulmanes del Congreso en el Capitolio , calificando a los musulmanes como terroristas .El ACLJ es uno de varios grupos cristianos estadounidenses que promueven leyes cristianas conservadoras en África, apoyando movimientos controvertidos con respecto a los derechos LGBT , incluido el apoyo en Uganda para criminalizar con pena de muerte la homosexualidad. 
El ACLJ ha sido criticado por la ACLU por su postura de imponer la oración en una escuela pública y por los estadounidenses unidos por confundir el apoyo de la separación de la iglesia y el estado con ser antirreligioso.  La Campaña por los Derechos Humanos critica las finanzas de ACLJ, ya que la organización no cumple con "10 de los 20 estándares de Responsabilidad de la Caridad de Better Business Bureau y por los opacos manejos de sus cuentas. 